# Poličná
Poličná – wieś i gmina w Czechach, w powiecie Vsetín, w kraju zlińskim. Według danych z dnia 1 stycznia 2012 liczyła 1 718 mieszkańców.